# Гидробионт
Гидробионт (лат. Hydrobiontes; от др.-греч. ὕδωρ — вода + бионт) — организм, приспособленный к обитанию в водной среде (биотопе). Гидробионтами (водными организмами) являются, например, рыбы, кишечнополостные (губки, стрекающие), иглокожие, большая часть ракообразных и моллюсков.
Совокупность организмов, живущих в водной среде, называют гидробиос.

## Определения

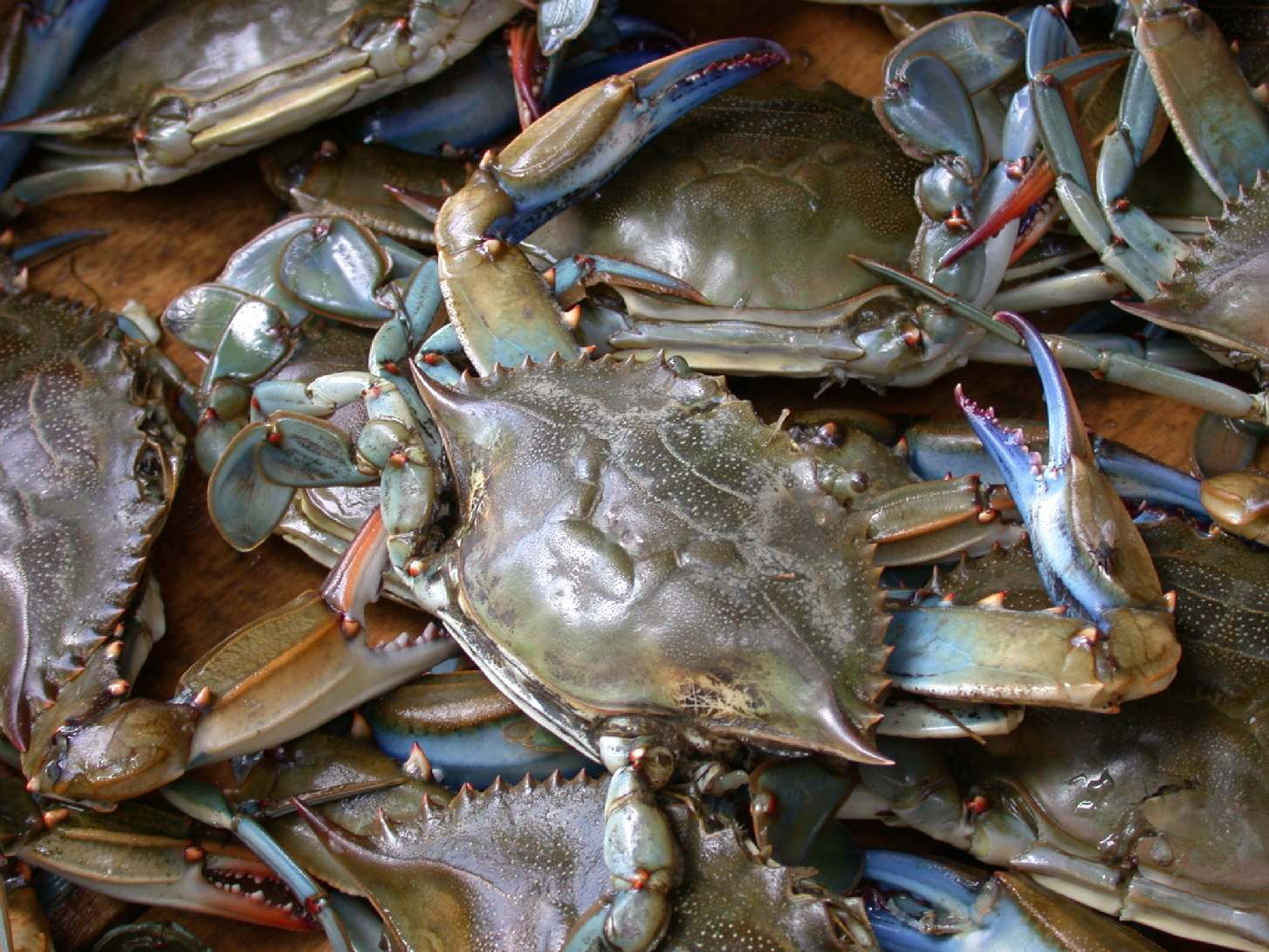
Морской гидробионт

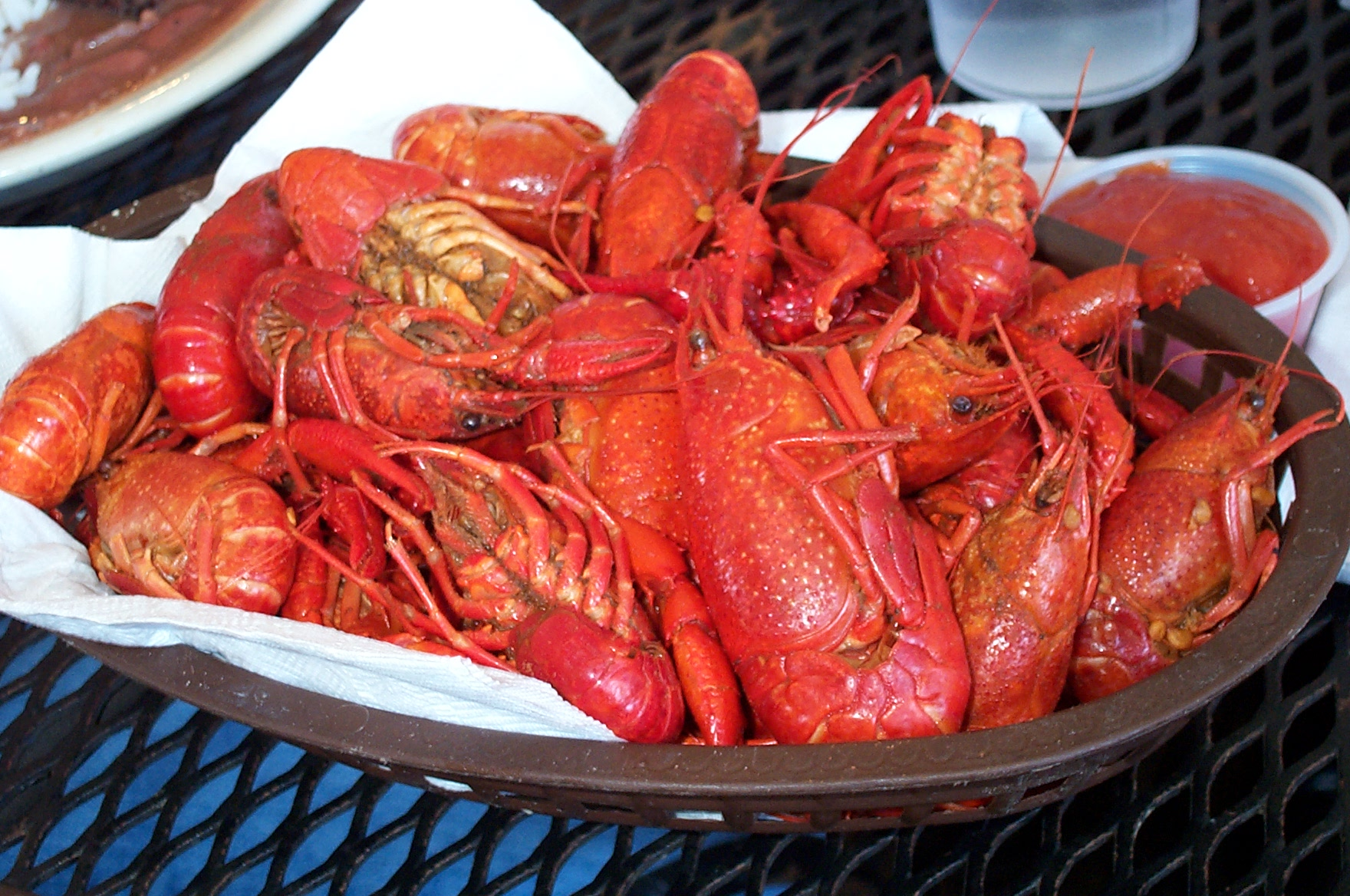
Пресноводный гидробионт

Гидробионты — морские и пресноводные организмы, постоянно обитающие в водной среде. К гидробионтам также относятся организмы, живущие в воде часть жизненного цикла, например, большинство представителей земноводных, комары, стрекозы и др. Существуют морские и пресноводные гидробионты, а также живущие в естественной или искусственной среде, имеющие промышленное значение и не ставшие таковыми.
Промышленное рыболовство, аквариумистика и им подобные виды деятельности занимаются гидробионтами.

## Гидробиология
Гидробиология — наука о жизни и биологических процессах в воде.

## Разнообразие гидробионтов
- Пелагические организмы — растения или животные, обитающие в толще или на поверхности воды.
  - Плейстон — растительные или животные организмы, обитающие на поверхности воды, или полупогруженные в воду.
  - Реофилы — животные, приспособившиеся к обитанию в текущих водах.
  - Нектон — совокупность водных активно плавающих организмов, способных противостоять силе течения.
  - Планктон — разнородные, в основном мелкие организмы, свободно дрейфующие в толще воды и не способные сопротивляться течению.
- Бентос — совокупность организмов, обитающих на грунте и в грунте дна водоёмов.

## Промышленное использование гидробионтов
Промышленные и любительские водные промыслы занимаются добычей гидробионтов. Природные водоёмы и водотоки с давних времен являются предметом воздействия хозяйственной деятельности человека. В последнее время, в основном за XX—XXI века, получила широкое развитие также аквакультура — культивирование гидробионтов в природных или искусственных водоёмах.